# Ангел Маджиров
Ангел Маджиров е български футболист, десен защитник, състезател на ФК Сливнишки герой (Сливница).

## Биография
Роден е на 18 февруари 1987 година в Гоце Делчев. Израства в град Хаджидимово, но започва своята кариера в ДЮШ на столичния гранд ПФК Левски (София), където първи треньор му е Любомир Симов.
През 2007 година подписва първи професионален договор с отбора на Етър (Велико Търново), където играе в продължение на 2 години. През 2008 г. играе за ПФК Спортист (Своге), а през 2009 за Марек (Дупница).
През 2009 година подписва с втородивизионния ПФК Пирин (Гоце Делчев), където за две години изиграва 52 мача. През 2012 година преминава в Калиакра, където остава в продължение на един сезон, а следващата година вече е част от тима на ПФК Добруджа (Добрич), с чийто екип играе в 27 мача. Следва престой във Витоша (Бистрица) и 31 мача за „Тигрите“.
През лятото на 2015 г. напуска отбора от Бистрица и подписва с ПФК Локомотив (София), но след разпадането на тима започва да играе за Сливнишки герой.